# Singapur na Letních olympijských hrách 2012
Singapur se účastnil Letní olympiády 2012. Zastupovalo ho 23 sportovců v 9 sportech.

## Medailisté
| Medaile | Jméno                             | Sport        | Soutěž        |
| ------- | --------------------------------- | ------------ | ------------- |
| Bronz   | Feng Tianwei                      | Stolní tenis | ženy dvouhra  |
| Bronz   | Feng Tianwei Li Jiawei Wang Yuegu | Stolní tenis | ženy družstvo |